# Трансцендентальний етюд Франца Ліста № 4 ре мінор

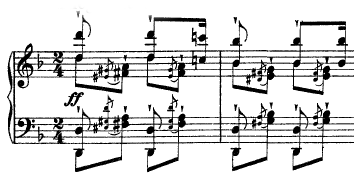
Уривок із розділу «Allegro deciso» Трансцендентального етюду № 4

Трансцендентальний етюд Франца Ліста № 4 ре мінор, «Мазепа», є четвертим трансцендентальним етюдом, опублікованим у 1852 році, і частиною значно більшої культурної спадщини Мазепи .
Лорд Байрон написав епічну поему « Мазепа » в 1818 році, але «Мазепа» Ліста заснована на поемі Віктора Гюго, яка була опублікована в 1829 році як частина збірки Les Orientales. Поема Гюго включена в оригінальний рукопис Лістца. 

## Форма
Цей етюд містить окремі розділи, розділені подвійними октавами. Після короткої каденції ad libitum основна тема представлена в октавах у супроводі терцій в центрі клавіатури, створюючи враження коня, що мчить у хмарі пилу. Цього разу тема повертається одразу з більш тонкою текстурою. Після того, як з’являється хроматична гамма в октавах, що чергуються, настає тихіший «темп Lo stesso», в якому ліва рука грає модифіковану версію теми, а права грає арпеджіо з інтервалами вгору і вниз на клавіатурі. «Il canto espressivo ed appassionato assai» ( transl. Одразу слідує «Співано виразно та з великою пристрастю» ), у якому знову з’являється головна тема, цього разу в супроводі повторюваних терцій в обох руках на додаток до хроматичної гами зліва.
Оригінальна тема повертається в «Анімато» більш впізнаваною, але цього разу вона набагато стриманіша й тихіша, натякаючи на погіршення фізичного стану коня. Проте кінь повертається галопом швидше, ніж будь-коли раніше, як показано в «Allegro deciso», де варіація оригінальної теми відтворюється набагато швидше.
Нарешті, грандіозний фінал представляє інтерпретацію Ліста останнього вірша поеми: «il tombe, et se relève roi!» (transl. «Він падає, а потім підноситься королем).

## Технічні труднощі
« Мазепа » входить до числа найскладніших з дванадцяти етюдів як у музичному, так і в технічному плані, мабуть, поступаючись лише Фю Фолле (п’ятому в наборі).  За словами G. Henle Verlag, німецького видавця нот, вона оцінюється як найвища складність разом із п'ятьма іншими композиціями в рамках цього набору Transcendental Études.  Для успішного виконання потрібна велика швидкість і витривалість, а також повне знайомство з фортепіано завдяки великій кількості стрибків, що охоплюють більше октави.
Ліст вказує на досить дивну аплікацію: швидкі послідовні терції на початку двох частин слід грати тільки вказівним і четвертим пальцями, чергуючи руки через кожні два інтервали. Ця аплікація заважає швидкості, важча, ніж переміщення від великого і третього пальців для першого інтервалу до вказівного і четвертого для другого інтервалу, і тому використовується не кожним виконавцем. Однак ця аплікатура дається для певних цілей; він змушує послідовні терції звучати більше як коня, запобігаючи легато та виразну гру, а також зміцнює другий і четвертий пальці. Більш ранні версії мали позначку «Staccatissimo»; деякі пізніші видання мають позначку «Sempre fortissimo e con strepito». 
Попередня версія цього твору була опублікована під такою ж назвою в 1840 році (S.138). Однак він був заснований на четвертому етюді з Douze Grandes Études (S.137).  Тому вони більш схожі за формою, ніж остання опублікована версія.

## Зовнішні посилання
- Transcendental Études: Ноти творів на сайті International Music Score Library Project
- Виступ Бориса Березовського [Архівовано 17 березня 2022 у Wayback Machine.]
- Вірш Віктора Гюго (французькою) [Архівовано 19 березня 2022 у Wayback Machine.]